# Наговицын, Сергей Борисович
Серге́й Бори́сович Нагови́цын (22 июля 1968, Пермь — 20 декабря 1999 или 21 декабря 1999, Большечаусовский сельсовет, Курганская область) — советский и российский поэт и певец; автор-исполнитель песен в жанрах русский шансон, блатная песня, городской романс и рок.

## Биография
Родился 22 июля 1968 года в микрорайоне Закамск Кировского района города Перми, в рабочей семье.
В 1975 году начал учёбу в средней школе № 69, где до восьмого класса был хорошистом, но стал учиться хуже после того как начал серьёзно заниматься спортом, получил спортивный разряд Кандидат в мастера спорта СССР по боксу. Также при росте 173—174 см играл в футбольной команде «Кожаный мяч», занимался баскетболом, волейболом, эстафетным бегом и хоккеем. В итоге окончил школу с тройками. Интерес к спорту передался к Сергею от отца, который был волейбольным тренером его класса. Кроме того, очень близко от его дома находился спортивный стадион «Прикамье». В школе, где Сергей учился, проходят соревнования по волейболу его памяти. По словам одноклассника в школьные годы имел прозвище Доктор Ватсон.
Окончив школу Сергей по просьбе матери поступил на стоматологический факультет Пермского медицинского института, где в 1985 году на сельскохозяйственных работах познакомился с будущей женой Инной, учившейся там же. Проучившись год, был призван в армию, в дальнейшем так и не закончив учёбу. По распределению Сергей должен был отправиться в «горячую точку» Афганистан, но из-за хронического гайморита попал на службу в Батуми. Уволившись в запас, брался за любую работу, в том числе занимался перегоном автомобилей и торговлей на рынке.
В 1988 году Сергей и Инна сыграли свадьбу и стали ждать рождения первенца, которого было решено назвать Вовой. Однако ребёнок родился недоношенным и скончался при рождении, это стало большим горем для родителей и на протяжении десяти лет совместной жизни супруги регулярно навещали могилу ребёнка. Сергей любил животных и часто подбирал на улице больных собак и кошек и они вместе с Инной их выхаживали. Три года у них жила парализованная собака, которой Сергей ежедневно делал уколы. В 1999 году за 5 месяцев до смерти Сергея в семье Наговицыных родилась дочь Женя.
В молодости Сергей интересовался творчеством Виктора Цоя. Своими любимыми исполнителями музыкант называл Аркадия Северного, Владимира Высоцкого, Александра Розенбаума и Александра Новикова. Говорил, что считает очень сильными тексты песен Ивана Кучина. Поддерживал дружеские отношения с пермскими музыкантами Анатолием Полотно, Игорем Германом и Сергеем Русских.
Сергей Наговицын не сидел в тюрьме и не привлекался к уголовной ответственности, однако в одну из новогодних ночей стал виновником гибели человека. На дороге произошло ДТП, и его участники, не выставив аварийных знаков, вышли из машин и стали выяснять причины аварии. В этот момент им навстречу в своём автомобиле ехал Сергей Наговицын. Не увидев препятствия, он въехал в одну из стоявших машин, которая в свою очередь, двигаясь по инерции, насмерть задавила стоявшего перед ней хозяина. После проведения медицинской экспертизы в крови Наговицына был обнаружен алкоголь, но Сергей был оправдан в суде и не был привлечён к уголовной ответственности. Несмотря на оправдательный приговор, певец оплатил все расходы, связанные с организацией похорон жертвы, а позже на нервной почве ушёл в запой.

### Творчество
Специального музыкального образования у Сергея Наговицына не было. Пробовать играть на гитаре начал в 10 классе, после того как среди его друзей разошлись кассеты с песнями Розенбаума и Новикова. Стихи также писал со школьных лет. Кроме того, отец Сергея довольно неплохо играл на баяне, что также могло поспособствовать его интересу к музыке.
Серьёзно играть на гитаре начал уже в армии, где из своих сослуживцев он собрал свою первую группу «Эксперимент» и написал 69 песен, 9 из которых посвятил своей будущей жене Инне. Кассета с записями была украдена и ничего из того периода не сохранилось. Сергей долго не мог сделать выбор между музыкой и спортом. Поначалу, выбрав спорт, он сжёг тетрадь со своими стихами, о чём впоследствии сожалел, так как в конечном итоге творчество и музыка оказались для него ближе.
Всё, устал,
и душа в небо рвётся.
Плачет сердце
от натянутых жил.
Что ж пора,
мне сказать остаётся
до свиданья Земля,
ты прости
я тебе отслужил.
Помоги мне Господь!
Помоги мне добраться до дома,
подними в облака
и на крыльях своих унеси.
Забери мою боль, залечи
и роди меня снова.
Помоги мне Господь!
Помоги, сохрани и спаси.
Я не в очередь влез,
пусть того и не стою,
я поднялся бы сам
да душа тяжела.
Ты возьми меня Бог
поскорей, я не скрою,
ну а там я уж сам
доберусь до угла.
После службы в армии Сергей устроился в трест «Пермгоргаз», который с января 1989 года был преобразован в городское производственное управление газового хозяйства «Горгаз», а 1 августа 1991 на его базе была организована Пермская дирекция АФ «Уралгазсервис». Там Сергей начал свой творческий путь в составе самодеятельной рок-группы «Шлейф», состоявшей из работников предприятия. В 1991 году был записан первый альбом «Полная луна».
В 1992 году московская продюсерская группа «Русское Шоу» подписала с Наговицыным контракт, и он отправился в Москву, где выступал на площадке ЦСКА, на одной сцене с такими артистами, как Лариса Долина, Женя Белоусов, Крис Кельми и другими. Сотрудничество с продюсерами оказалось недолгим. В Москву Сергей переезжать не стал, а вернулся обратно в Пермь. В 1993 году без продюсерской помощи выходит его второй альбом «Городские встречи», а в 1996 третий — «Дори-Дори», после которых начинается всероссийский успех Наговицына.

«Его имя было и остается на слуху, без пиара продюсеров или директоров. Простой пермский парень, он сделал себя сам, никто не вкладывался в его „раскрутку“. И всё равно — даже в то время, без Интернета, на одних кассетах, его песни разлетелись по всему миру».— Инна Наговицына
На протяжении своего творческого пути Наговицын экспериментировал с музыкальными стилями и жанрами. Его начальное творчество заметно отличалось от позднего.
На песню «Городские встречи» режиссёром Андреем Коршуновым был снят единственный видеоклип, который регулярно транслировался на пермском телевидении. Но как оказалось, он был смонтирован без ведома Сергея из видеоматериалов с его проб и Сергей в дальнейшем запретил его трансляцию. Сам же Наговицын планировал снять свой первый официальный клип на песню «Прохор Митрич», но не успел осуществить задуманное.
В записи «Городских Встреч» и «Дори-Дори» с Сергеем работали местные джазмены: джазовый гитарист Валерий Сухорослов и саксофонист Александр Балдин. А на рояле играл Олег Рязанов. Аранжировщиками были Сергей Ляхов и Александр Катаев.
После гастролей по колониям Пермского края Сергей вдохновился на написание альбома «Этап». Изначально он считал, что это будет его единственный тюремный альбом. Но эта музыка оказалась ему близка, и позже он создал альбом «Приговор». Затем «На свиданку», но по настоянию выпускающей компании «Мастер Саунд рекордс» название было заменено на «Разбитая судьба».
Аранжировкой песен на альбомах «Полная луна» (перезапись 1998), «Приговор», «Этап» и «Разбитая судьба» занимался Эдуард Андриянов, также он играл на гитаре и выступал в качестве бэк-вокалиста. «Приговор» создавался примерно полгода. Одно только сведение заняло месяц. В 2019 году Эдуард Андриянов написал аранжировку для песни Сергея Наговицына «Ангелы»
Поддержку в продвижении творчества Сергея оказывал пермский музыкант Анатолий Полотно.
Песни записывались в продакшн-студии радио «Европа Плюс — Пермь» и в студии пермской группы «Шоколад».
По словам Сергея Наговицына, на написание песен у него уходило примерно от 15 минут до нескольких дней. Например песни «Городские встречи» и «Дори-Дори» были написаны им за 15-20 минут.
У песен на последних альбомах Сергея время звучания составляет 5-7 минут. По словам самого Сергея он писал длинные песни
для того, чтобы у человека было время на размышление.
У Сергея две совершенно разных песни с одинаковым названием «Осень». Первая вошла в альбом «Городские встречи», вторая в альбом «Приговор».
Песню «Любимой посвящается» Сергей посвятил своей жене Инне. Песню «Столичная» посвятил сестре живущей в Москве. Песня «Фонтанчики» была написана после прогулки возле фонтана в закамском парке у клуба им. Кирова.
Песню «Дзынь-Дзара» Наговицын написал в июне 1999 года по мотивам песни Аркадия Северного, на 35-летие своего друга — Заслуженного тренера России, вице-президента Всероссийской федерации самбо, председателя совета федерации спортивного и боевого самбо Пермского края, мастера спорта международного класса Вячеслава Зубкова. Песня не предназначалась для широкой аудитории, но была выпущена в 2004 году на одноимённом альбоме уже после смерти Сергея.
Песни Наговицына, особенно «Прохор Митрич» в конце девяностых были популярны на радио «Шансон». В феврале 1999 года, перед концертом в питерском клубе «Капитан Морган» Сергей дал интервью одному из создателей радиостанции Александру Фрумину в радиопрограмме «Лицом к лицу» в студии «Ночное такси».
При жизни автора выпущено шесть официальных альбомов: «Полная луна» (1991), «Городские встречи» (1993), «Дори-Дори» (1996), «Этап» (1997), «Приговор» (1998), «Разбитая судьба» (1999). Наговицын успел побывать с концертами максимум в шести городах и так как он не имел концертного директора и продюсера его концерты проходили в основном по приглашению в небольших клубах и на частных мероприятиях.
По словам матери, Сергей в последние годы говорил ей о том, что хотел бы сменить тему текстов своих новых песен, так как ему поднаскучила их тюремная направленность.
После смерти Сергея вышли альбомы «Вольный ветер» (2003), «Дзынь-дзара» (2004) и «Под гитару» (2006) содержащие, в том числе, и ранее не издававшиеся композиции.
Помимо упомянутых дисков, было издано большое число официальных и пиратских сборников с различными названиями, но никакого нового материала они в себе не содержат.
В 2020 году благодаря вдове Сергея Инне впервые был оцифрован и опубликован в общественный доступ альбом «Партизанская дочь», который был записан на студии «Грамма» в 1992 году, но никогда не издавался официально. Песни, содержащиеся в альбоме, исполнены в несвойственной для большинства последующих альбомов Сергея манере исполнения. Исключение составляет лишь песня «Сказка», которая была записана значительно позже.
На видеохостинге YouTube песни Сергея Наговицына набирают миллионные просмотры. Так например альбом «Разбитая судьба» по состоянию на 2022 год имеет более 25 миллионов просмотров.

### Смерть и похороны
По воспоминаниям жены и матери Сергей в последние годы часто говорил и писал о смерти.

23 сентября 1998 года. Он тогда приехал ко мне, остался ночевать. Сидел на кухне и плакал. «Мама, если я умру, поставишь мне вот такой памятник», — сказал он мне той ночью и нарисовал этот памятник, и приписал: «Если я уйду во тьму, когда час мой не пробил, я оставлю песнь свою, без которой я б не жил».— мать Татьяна Александровна

Он очень много говорил о смерти: «Я не доживу до нового года, я умру, я буду птицей. Вот прилетит к тебе голубь — ты его не выгоняй, это я к тебе прилетел». «Я знаю, что мы с тобой проживём 10 лет». И действительно до 11 лет у нас не хватило месяца и семи дней. Он за неделю до того, как всё случилось, приехал на кладбище к прабабушке и сыну, рюмку водки поднял и говорит: «Я к вам скоро приду»".— жена Инна Наговицына
По словам музыканта Игоря Германа, из-за большого количества поклонников, которые часто предлагали выпить, у Сергея Наговицына появилась алкогольная зависимость. Незадолго до смерти врачи настояли на его лечении и он лёг в больницу, но его уговорили провести несколько концертов, и, несмотря на запреты медиков и жены, Сергей отправился на гастроли в Курган, где отыграл три концерта.
20 декабря 1999 года, в понедельник, в 06:30 утра, на 262-м километре федеральной трассы «Иртыш» (часть европейского маршрута E30), возвращаясь с гастролей, возле придорожного кафе «Три пескаря», в автомобиле Сергею внезапно стало плохо, но после того, как он был доставлен в больницу, оказывать помощь было уже поздно, врачи констатировали смерть. Сергей Наговицын скончался от сердечного приступа. По другой версии, смерть наступила от кровоизлияния в мозг.
22 декабря 1999 года был похоронен на Закамском кладбище города Перми. Похоронили его, некрещёного, без отпевания.

## Дискография
| 1991 (1998) г. «Полная луна» |
| --- |

Обложка альбома «Городские встречи»

| Альбом был перезаписан с другим вокалом и аранжировкой и издан в 1998 году на кассетах, а в 2000 на CD «AVA Records». 1. Парень в очках 2. Не мешайте мне спать 3. Я и ты 4. За моим окном 5. Полная луна 6. Ночь 7. В постели 8. Партизанская дочь 9. На крышах |

| 1992 (2020) г. «Партизанская дочь» («Девушка в чёрном») |
| --- |
| Альбом был записан на студии «Грамма» в 1992 году, но официально не издавался. Исполнен в совершенно нетипичном для остального творчества Сергея стиле. Оцифрован и опубликован благодаря вдове Наговицына в 2020 году. 1. Девочка в юбочке 2. Девушка в чёрном 3. Чума 4. Дайте мне то 5. Лай, собака 6. Мальчик на скрипке 7. Делай то 8. Зомби 9. Сказка |

| 1993 г. «Городские встречи» |
| --- |
| Также в 1993 году издавался на магнитоальбоме под названием «Вместе с тобой», между песнями были речевые вставки пародируемые голоса Бориса Ельцина и Михаила Горбачёва. CD Jeff Records 1993, 1995, AVA Records 1998, Classic Company 2005. 1. Девочка-проказница 2. Вечер для звёзд 3. Фонтанчики 4. Море Чёрное 5. Соседка 6. Малолетки 7. Зима на Черноморском 8. Городские встречи 9. Пропала Родина 10. Одноклассники 11. Кабакам — кабачный дым 12. Железнодорожники 13. Санаторий 14. Золотистые денёчки 15. Осень 16. Первомай |

| 1996 г. «Дори-Дори» |
| --- |
| 1. Дори-Дори 2. Динамовский каток 3. Улица 4. До утра 5. Снег растает 6. Охота 7. Выборы 8. Встреча 9. Маячок 10. По весне 11. За облака 12. Светка 13. Вечер 14. На привокзальной площади 15. Кабачок 16. Мадам |

| 1997 г. «Этап» |
| --- |
| 1. Зона 2. Воля 3. Свадьба 4. Этап 5. Глашка 6. Прохор Митрич 7. Говорила мне мать 8. Прости, Иисус 9. На кой нам банки и банкеты 10. Витёк |

| 1998 г. «Приговор» |
| --- |
| 1. Приговор 2. Сизый 3. Озоновый слой 4. Осень 5. Без проституток и воров 6. Там, на ёлках… 7. Малолетка 8. Возле дома 9. Забор 10. Гуляй, братва! |

| 1999 г. «Разбитая судьба» («На свиданку») |
| --- |
| 1. Потерянный край 2. До свиданья, кореша 3. На свиданку 4. Столичная 5. Любимой посвящается 6. Белый снег 7. На суде 8. Каждому своё 9. Разбитая судьба |

| 2003 г. «Вольный ветер» |
| --- |
| Пять новых песен (1-5), для которых использован голос Сергея Наговицына с демо-кассеты, а также семь новых аранжировок (6-12). 1. Сказка 2. Вольный ветер 3. Новогодняя 4. Кабачок 5. Ангелы 6. Сизый (2003) 7. Витёк (2003) 8. Малолетка (2003) 9. Там, на ёлках… (2003) 10. Говорила мне мать… (2003) 11. Гуляй, братва! (2003) 12. Дори-Дори (2003) |

| 2004 г. «Дзынь-дзара» |
| --- |
| Одна новая песня (1), шесть новых аранжировок (2-8) и аранжировки, впервые изданные на альбоме «Вольный ветер» (9-14). 1. Дзынь-дзара 2. Зона (2004) 3. Городские встречи (2004) 4. Этап (2004) 5. Девочка-проказница (2004) 6. Без проституток и воров (2004) 7. Глашка (2004) 8. Озоновый слой (2004) 9. Говорила мне мать (2003) 10. Витёк (2003) 11. Гуляй, братва! (2003) 12. Сизый (2003) 13. Там, на ёлках… (2003) 14. Малолетка (2003) 15. Дори-Дори (2003) |

| 2006 г. Под гитару |
| --- |
| Голос Сергея Наговицына с демо-кассеты, на который наложена аранжировка из двух акустических гитар. Часть композиций (2, 7, 9, 10) впервые издана в другой аранжировке на альбоме «Вольный ветер», остальные — демоверсии к альбому «Разбитая судьба». 1. Потерянный край 2. Кабачок 3. На суде 4. Столичная 5. Белый снег 6. Разбитая судьба 7. Вольный ветер 8. До свиданья, кореша! 9. Новогодняя 10. Ангелы |

## Память
На месте смерти Сергея Наговицына, возле придорожного кафе, располагающегося в зоне отдыха недалеко от города, установлен памятник. Он расположен у Федеральной трассы «Иртыш», 262 км, около кафе «Три пескаря». Если ехать из Кургана по ул. Карбышева, то на выезде из Рябково налево (в сторону Екатеринбурга и Челябинска), около второго кафе, а если по трассе Курган — Шадринск, то от въездного знака «Курган» направо (в сторону Омска). Памятник установлен на территории Большечаусовского сельсовета Кетовского района Курганской области, ныне Кетовский муниципальный округ той же области, хотя противоположная памятнику южная сторона автодороги территориально относится к городу Кургану — 55°31′00″ с. ш. 65°18′20″ в. д..
В 2002 году Сергею Наговицыну была посвящена глава книги Романа Никитина «Легенды Русского Шансона» выпущенная издательством «НОТА-Р», на обложке издания среди других известных музыкантов была изображена фотография Сергея.
В 2005 году музыкант Мафик на альбоме «Чики-мони» выпустил песню «Привет», посвящённую Сергею Наговицыну.
В 2007 году в Закамске на доме по адресу: ул. Закамская, 21, в котором жил Сергей Наговицын, торжественно установили мемориальную плиту. На открытие приехали те, кто долгие годы знал Сергея и работал с ним, кроме того присутствовала мать Сергея — Татьяна Наговицына; его отец не дожил до этого дня. Под общие аплодисменты мемориал был представлен на всеобщее обозрение: портрет, гитара на чёрном граните и годы жизни — 1968—1999. После чего были произнесены слова благодарности и воспоминания, которые вызвали бурю эмоций. Некоторые не могли сдержать слёз. — 57°59′58″ с. ш. 55°56′55″ в. д.
В 2009 году режиссёр Александр Дебалюк выпустил фильм «Разбитая судьба», снятый по мотивам любимых песен Сергея Наговицына. В фильме есть интервью жены Сергея Инны Наговицыной и его друзей. В ролях: Кирилл Захаров, Евгения Жукович, Руслан Чернецкий.
В 2019 году, спустя 20 лет со дня смерти Сергея Наговицына, на стене пермского дома художники Николай Старков и Даниил Блинов нарисовали его огромный граффити-портрет. Изначально планировалось изобразить портрет на доме по адресу: Петропавловская, 97, в котором жил Сергей, но там не нашлось места, поэтому его нарисовали на соседнем доме, расположенном по адресу: Крисанова, 17. Инициатором этого выступила вдова Сергея — Инна, а финансы собрали среди поклонников творчества Наговицына.. В 2022 году граффити было закрашено на время проведения капитального ремонта дома. В том же году его внесли в паспорт проекта, утвердили городским департаментом градостроительства и архитектуры и восстановили на прежнем месте.
В 2019 году в Перми прошёл трибьют—концерт, посвящённый памяти Наговицына. В нём приняли участие Александр Новиков, Владислав Медяник, Геннадий Жаров, Спартак Арутюнян (гр. Беломорканал), Александр Звинцов, Мафик, Владимир Лисицын, Константин Крымский, Владимир Ждамиров, Ксения Стриж, а также жена и дочь Сергея.
Благодаря неравнодушным поклонникам на могиле Сергея была установлена беседка, состоящая из множества декоративных кованных элементов.

## Семья
Двоюродный дед Иосиф Алексеевич Наговицын (1886—1937) — советский государственный деятель, народный комиссар социального обеспечения РСФСР (1926—1937).
Родители Борис Николаевич и Татьяна Александровна работали на Научно-производственном объединении имени С. М. Кирова (ныне ФКП «Пермский пороховой завод»). Отец был тренером по волейболу в Закамске. После смерти сына его здоровье ухудшилось и он скончался в 2006 году в 65-летнем возрасте. Похоронен рядом с сыном.
Жена (с 1988 года) Инна Валерьевна Наговицына (род. 8 октября 1966), познакомились в студенческие годы на сборе картошки, затем вновь встретились на проводах Сергея в армию. Прожили вместе 10 лет. По совету Ксении Стриж стала сама исполнять песни мужа. Записала два альбома.
Сын Владимир — скончался семимесячным при рождении. Похоронен рядом с Сергеем.
Дочь Евгения Наговицына (род. 24 июня 1999 года), музыкальный педагог.

## Использование музыки в массовой культуре
- В 1997 году песня «Девочка-проказница» вошла в альбом Анатолия Полотно «Морские песни». Строчка «капля утра раннего» по настоянию Анатолия и после согласования с Наговицыным была изменена им на «свежесть утра раннего»[30].
- В 2013 году песня «Говорила мне мать» вошла в альбом группы «Воровайки» «Московские улочки»[31].
- Песни: «Потерянный край», «Море чёрное», «Соседка», «Озоновый слой» в составе группы «БумеR» были перепеты Юрием Алмазовым.
- Слава Медяник и Федя Карманов исполняли песню «Кабакам — кабачный дым» входившую в различные сборники ресторанной музыки.
- Отрывки из песен «Разбитая судьба» и «Любимой посвящается» можно услышать в серии «Рождество» 2-го сезона телесериала «Улицы разбитых фонарей».
- Песня «Потерянный край» звучит в фильме Игоря Апасяна «Граффити», снятом в 2005 году.
- Песня «Городские встречи» звучит в 139 и 151 сериях сериала «Реальные пацаны». В 179 серии песню «Городские встречи» исполняет Лариса Оборина, звучит в титрах.
- В 2009 году режиссёр Александр Дебалюк снял фильм «Разбитая судьба» по мотивам песен Сергея Наговицына[32].
- Песня «Городские встречи» звучит в фильме Ангелины Никоновой «Портрет в сумерках», снятом в 2011 году.
- В серии компьютерных игр «S.T.A.L.K.E.R» группировка «Бандиты» иногда напевает песню «Городские встречи».
- В 2019 году песня «Потерянный край» прозвучала в ролике «Революция попсы» Антона Лапенко[33].
- В 2019 году в программе «Три аккорда» Стас Пьеха исполнил песню «Свадьба». В дальнейшем Пьеха стал регулярно исполнять эту песню на своих концертах, в том числе в Кремлёвском дворце[34].
- В 2019 году в программе «Шоу выходного дня» (2 сезон 3 выпуск) на телеканале «СТС» участник команды КВН «Сборная Камызякского края» Ренат Мухамбаев и Александр Пушной исполнили два разных варианта песни Наговицына «Белый снег»[35].
- В 2021 году в программе «Три аккорда» Наталья Громушкина исполнила песню «Первомай», а Елена Ваенга в том же году исполнила песню «Прохор Митрич». После этого Ваенга стала исполнять эту песню на своих сольных концертах[36].
- Сериал «Аутсорс» 1 серия 38 минута в кабаке играет песня «До свидание кореша», в 7 серии играет «Кабакам — кабачный дым».

## Документальные фильмы
- 2009 — «Разбитая судьба»
- 2018 — «90-е» — «Короли шансона»
- 2025 — «Основано на реальных событиях»: — «Организованная поющая группировка» (3 серия)